# Sonia Huguet
Sonia Huguet (nascida em 13 de setembro de 1975) é uma ex-ciclista francesa que competia no ciclismo de estrada e pista. Competiu nos Jogos Olímpicos de Verão de 2004, terminando na quadragésima e décima terceira posição. Tornou-se profissional em 1994 e permaneceu até 2005.